# 栃木県道125号氏家宇都宮線

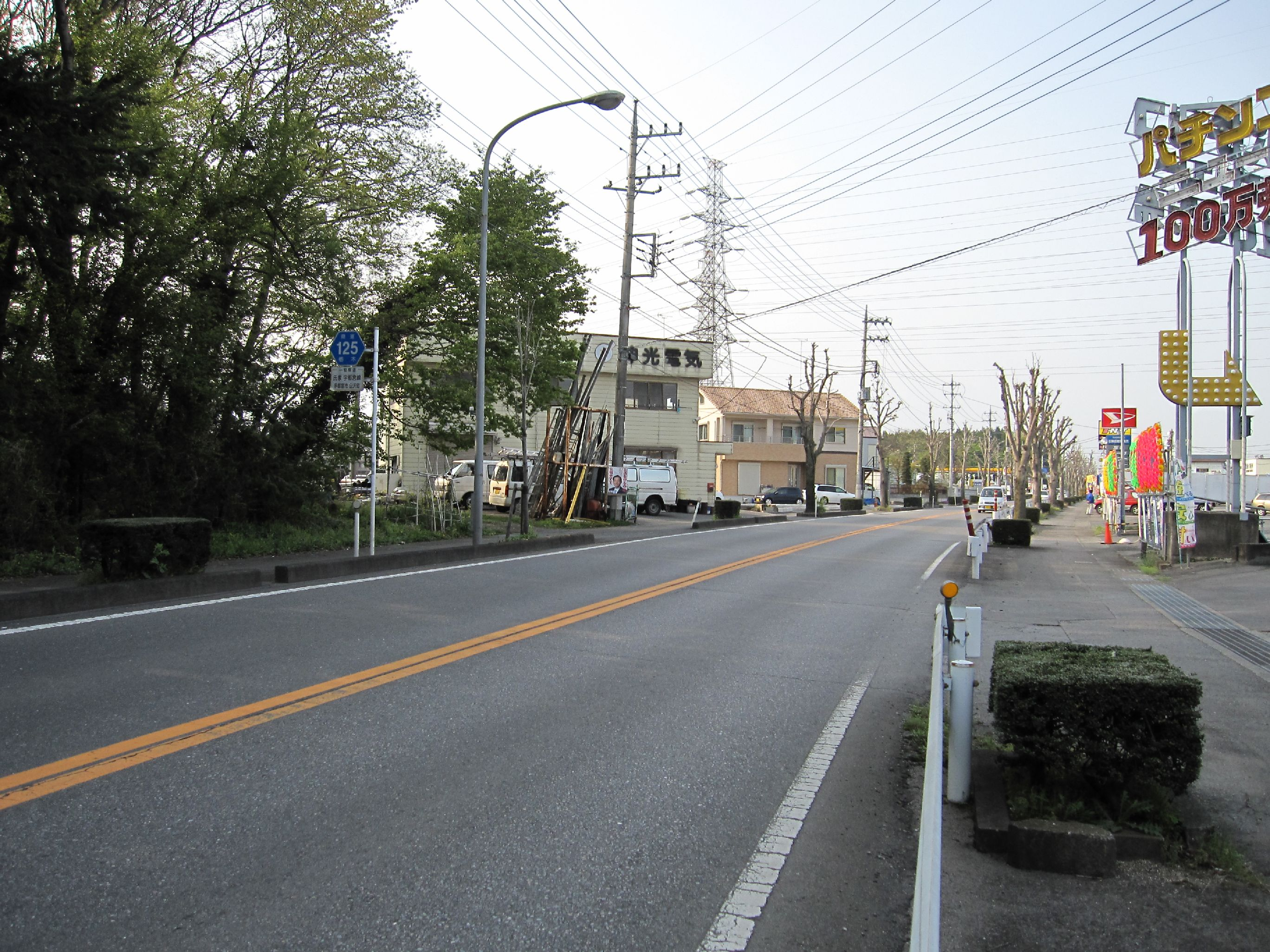
宇都宮市白沢町付近

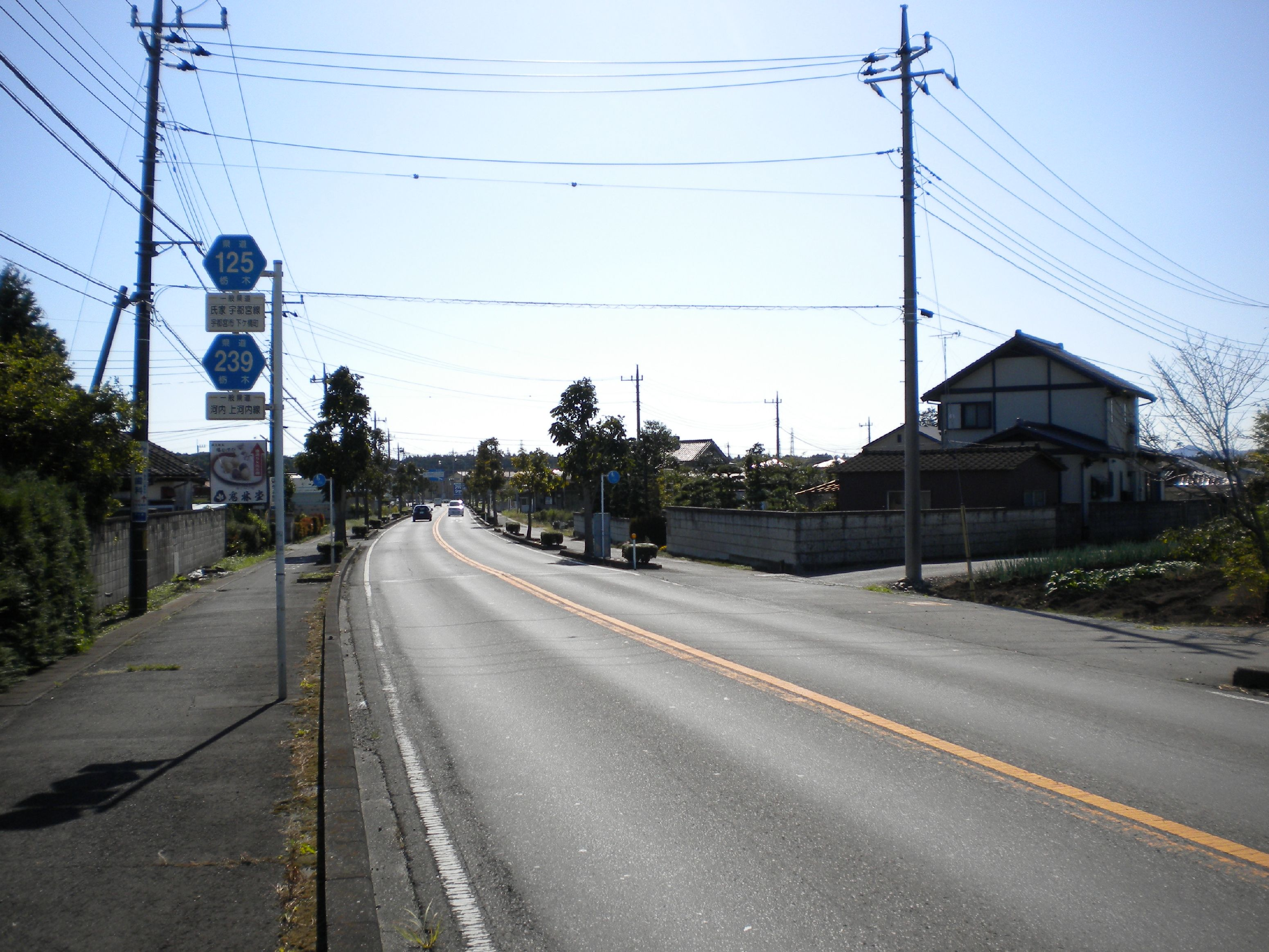
宇都宮市下ヶ橋町付近
（県道白沢下小倉線との重複区間）

栃木県道125号氏家宇都宮線（とちぎけんどう125ごう うじいえうつのみやせん）は、栃木県さくら市と宇都宮市を結ぶ一般県道である。

## 概要
さくら市氏家地区の国道4号旧道から分かれ、宇都宮市河内地区中心部（白沢）を経由して宇都宮市市街地に至る道路。1999年（平成11年）までは「上阿久津宇都宮線」という名称であり、当時の起点であったさくら市上阿久津交差点には現在も0キロポストが残っている。

## 路線データ
- 総延長：13.752km[1]
- 実延長：13.664km[1]
- 起点：栃木県さくら市氏家（川岸南交差点＝国道4号交点）
- 終点：栃木県宇都宮市駅前通り1丁目（宮の橋交差点＝栃木県道1号宇都宮笠間線、栃木県道196号宇都宮停車場線交点）
- 認定：1999年（平成11年）4月1日

## 路線状況

### 交通量
24時間自動車類交通量（台/日）
- さくら市氏家1256：8,678
- 宇都宮市海道町249：15,226
- 宇都宮市今泉町399：21,198
- 宇都宮市今泉4-15-22：25,572

## 通過する自治体
- 栃木県
  - さくら市 - 宇都宮市

## 交差する道路
交差する道路の特記がないものは市道。
| 交差する道路                                       | 交差する道路                                | 交差点名 | 交差点名       |
| -------------------------------------------------- | ------------------------------------------- | -------- | -------------- |
| 国道4号（奥州街道・上阿久津バイパス）              | 国道4号（奥州街道・上阿久津バイパス）       | さくら市 | 川岸南         |
|                                                    | -                                           | さくら市 | 勝山           |
| （国道4号旧道）                                    | -（屈折）                                   | さくら市 | 上阿久津       |
| -                                                  | 県道239号白沢下小倉線                       | 宇都宮市 | 東下ヶ橋       |
| 県道239号白沢下小倉線                              | -                                           | 宇都宮市 | 西下ヶ橋       |
| 県道73号上横倉下岡本線                             | 県道73号上横倉下岡本線                      | 宇都宮市 | 総合運動公園南 |
| 県道157号下岡本上戸祭線                            | 県道157号下岡本上戸祭線                     | 宇都宮市 | 海道町         |
| 国道119号宇都宮環状北道路（宇都宮環状道路）        | 国道119号宇都宮環状北道路（宇都宮環状道路） | 宇都宮市 | 下川俣町       |
| 県道10号宇都宮那須烏山線（競輪場通り）             | 県道10号宇都宮那須烏山線（競輪場通り）      | 宇都宮市 | 竹林町         |
| （奥州街道・国道4号旧道）                          |                                             | 宇都宮市 | 今泉5丁目      |
| 県道64号宇都宮向田線（白楊高通り）                 | 県道64号宇都宮向田線（県庁前通り）          | 宇都宮市 | 今泉町         |
| 県道196号宇都宮停車場線（大通り）                  | 県道1号宇都宮笠間線（大通り）               | 宇都宮市 | 宮の橋         |
| 県道1号宇都宮笠間線（川向銀座通り） 真岡・益子方面 |                                             |          |                |

## 沿線施設
- 宇都宮市河内総合運動公園
- 栃木県立のざわ特別支援学校
- さくら市ミュージアム 荒井寛方記念館

## 歴史
- 1961年（昭和36年）4月1日 - 一般県道上阿久津宇都宮線として認定される。
- 1999年（平成11年）4月1日 - 上阿久津から川岸南までの国道4号旧道が国道指定を解除されたことに伴い左記区間が県道に追加指定され、氏家宇都宮線として再認定される。
- 2010年（平成22年）11月1日 - 宇都宮市内の一部区間で経路変更（市道との相互移管）。宇都宮市今泉交番前交差点-宮の橋交差点間が本県道に追加指定[3][4]。

## 別名
- 白沢街道（市境から今泉交番前交差点までの宇都宮市内の区間）
- 奥州街道・陸羽街道（さくら市川岸南交差点-上阿久津交差点間、宇都宮市今泉交番前交差点-宮の橋交差点間）